# Superstitionia donensis
Famille
Genre
Synonymes
- Diplops Mulaik & Higgins, 1944

Espèce
Synonymes
- Diplops desertorum Mulaik & Higgins, 1944

Superstitionia donensis, unique représentant du genre Superstitionia et de la famille des Superstitioniidae, est une espèce de scorpions.

## Distribution
Cette espèce se rencontre aux États-Unis en Arizona, au Nouveau-Mexique, au Nevada et en Californie et au Mexique au Sonora, en Basse-Californie et en Basse-Californie du Sud.

## Systématique et taxinomie
Stockwell en 1992 a élevé les Superstitioniidae au rang de famille.
Les Superstitioniidae sont monotypiques depuis l'élévation au rang de famille des Typhlochactidae. Auparavant Lourenço en 1998, avait érigé les Troglotayosicidae composées des Troglotayosicinae et des Belisariinae.

## Étymologie
Son nom d'espèce, composé de don et du suffixe latin -ensis, « qui vit dans, qui habite », lui a été donné en référence au lieu de sa découverte, le Don's Camp.
Ce genre est nommé en référence aux monts de la Superstition en Arizona.

## Publication originale
- Stahnke, 1940 : « The scorpions of Arizona. » Iowa State College Journal of Science, vol. 15, no 1, p. 101–103.